# توماس باتي
توماس باتي (8 فبراير 1869-9 فبراير 1954)، ويُعرف أيضًا باسم إيرين كلايد، وهو كاتب إنجليزي مغاير للنوع الاجتماعي، ومحامي وخبير في القانون الدولي. قضى معظم حياته المهنية في العمل لحكومة الإمبراطورية اليابانية. نشر/نشرت رواية خيال علمي بعنوان بياتريس السادسة عشر في عام 1909، وتدور أحداثها في مجتمع ما بعد الجندرية. شارك أيضًا في تحرير مجلة يورانيا، وهي مجلة خاصة بدراسات النوع الاجتماعي، إلى جانب كل من إيفا غور بوث، وإستير روبر، ودوروثي كورنيش، وجيسي ويد.

## سيرة الحياة
ولد توماس باتي في 8 فبراير 1869، في ستانويكس بمقاطعة كمبريا في إنجلترا. عمل والده في صناعة الأثاث، وتوفي عندما كان باتي في السابعة من عمره. عُرف بموهبته الفذة في المدرسة، وحصل على منحة للدراسة في كلية كوينز في أوكسفورد. حصل بدخوله تلك المؤسسة على درجة البكالوريوس في الاجتهاد القضائي عام 1892. وفي يونيو 1901 حصل على درجة الماجستير في القانون من كلية ترينيتي في جامعة كامبريدج. حصل على دكتوراه في القانون من أكسفورد في عام 1901 والأستذة في القانون من كامبريدج عام 1903. تخصص في مجال القانون الدولي، ودرّس القانون في جامعات نوتنغهام وأكسفورد ولندن وليفربول. وقد أصبح آنذاك كاتبًا غزير الإنتاج في مجال القانون الدولي.
نشر باتي في عام 1909 أول كتاب تحت اسمه الآخر (إيرين كلايد) بعنوان بياتريس السادسة عشر. تدور أحداث الرواية في أرمينيا، وتصف أرضًا من أشخاص بلا نوع اجتماعي محدد، وبخصائص أنثوية، ويشكلون شراكات حياة معًا. أسس مجلة يورانيا باستخدام اسم إيرين كلايد مجددًا، إلى جانب إستر روبر، وإيفا غور بوث، ودوروثي كورنيش، وجيسي ويد، وهي مجلة وُزعت خصوصًا وعبرت عن وجهات نظره الرائدة حول النوع الاجتماعي والجنسانية، ومعارضة «الإلحاح في تمييز» الناس على أساس الثنائية الجندرية. كتب أيضًا تحت اسم ثيتا.
شارك باتي بعد اندلاع الحرب العالمية الأولى، في تأسيس جمعية غروتيوس في لندن عام 1915. تعرف باتي بصفته أحد الأعضاء الأصيلين في الجمعية على السكرتير الثاني للسفارة اليابانية في لندن إيزابورو يوشيدا، وهو باحث في القانون الدولي من كلية الدراسات العليا بجامعة طوكيو الإمبراطورية، في الوقت الذي بحثت فيه الحكومة اليابانية عن مستشار قانوني أجنبي بعد وفاة هنري ويلارد دينيسون، وهو مواطن أمريكي خدم في هذا المنصب حتى وفاته في عام 1914. تقدم باتي لهذا المنصب في فبراير 1915. وقبلت الحكومة اليابانية طلبه، وسافر إلى طوكيو في مايو 1916 لبدء عمله. وفي عام 1920، مُنح وسام الكنز المقدس من الدرجة الثالثة لخدمته كمستشار قانوني.
جُددت عقود عمله مع وزارة الخارجية اليابانية عدة مرات، حتى أصبح موظفًا دائمًا في تلك الوزارة في عام 1928. طور باتي أثناء عمله لصالح الحكومة اليابانية، مفهومًا مفاده بأن الصين غير مستحقة للاعتراف الدولي بموجب القانون الدولي، والذي استُخدم لاحقًا لتبرير غزو الصين. مُنح في عام 1936 وسام الكنز المقدس من الدرجة الثانية.
انضمّ إلى الوفد الياباني إلى مؤتمر جنيف البحري حول نزع السلاح في عام 1927، والذي كان أول ظهور علني له كمستشار قانوني للحكومة اليابانية، إذ اشتملت بقية أعماله بشكل أساسي على كتابة الآراء القانونية. دافع باتي عن موقف اليابان في عصبة الأمم بعد الغزو الياباني لشمال الصين وتأسيس مانشوكو في عام 1932، ودعا إلى قبول الدولة الجديدة في عضوية الرابطة. كما كتب فتاوى قانونية دفاعًا عن الغزو الياباني للصين عام 1937.
نشر باتي تحت اسم إيرين كلايد في عام 1934، سلسلة من المقالات التي هاجم فيها الفروق على أساس الجنس والزواج.
جمدت الحكومة اليابانية أصول الأجانب المقيمين في اليابان أو أي من الممتلكات الاستعمارية في يوليو 1941، وذلك انتقامًا لنفس الخطوة التي اتُخذت ضد الأصول اليابانية في الولايات المتحدة، وأُعفي باتي من ذلك بسبب خدمته للحكومة اليابانية. قرر باتي البقاء في اليابان حتى بعد اندلاع الحرب بين اليابان والإمبراطورية البريطانية في ديسمبر 1941.
رفض الجهود التي بذلتها السفارة البريطانية لإعادته إلى الوطن، وواصل العمل مع الحكومة اليابانية حتى خلال الحرب. دافع عن سياسة الغزو اليابانية كرادع للاستعمار الغربي في آسيا. وفي أواخر عام 1944، شكك في شرعية الحكومات الموالية للحلفاء التي تأسست بعد انتهاء الاحتلال الألماني في بلجيكا وفرنسا.
درست وزارة الخارجية البريطانية قرار توجيه الاتهام بالخيانة إلى باتي، وذلك عقب استسلام اليابان عام 1945، لكن مكتب الاتصال المركزي (وكالة حكومية بريطانية تعمل في اليابان) قدم رأيًا يفيد بأن مشاركة باتي مع الحكومة اليابانية خلال الحرب كانت غير ذات أهمية. حاول بعض المستشارين القانونيين في الحكومة البريطانية حماية باتي من الملاحقة القضائية المحتملة بحجة أنه أكبر سنًا من أن يُحاكم، وقررت الحكومة البريطانية بدلًا من ذلك، سحب الجنسية البريطانية منه وتركه في اليابان.
توفي باتي في 9 فبراير 1954، في إيتشينوميا بمقاطعة تشيبا في اليابان بسبب نزيف دماغي. أرسل إمبراطور اليابان أكاليل الزهور إلى جنازته، كما فعل العديد من الأشخاص الذين عرفوا باتي. أُلقيت كلمات التأبين من قبل كل من رئيس الوزراء شيغيرو يوشيدا، ووزير الخارجية كاتسو أوكازاكي، وسابورو يامادا (رئيس الجمعية اليابانية للقانون الدولي) والسيد إيماسا توكوغاوا (زميل سابق لباتي)، ودفن في مقبرة أوياما بطوكيو مع أخته وأمه.